# 帕利德峰 (杜費克海岸)
84°37′S 178°49′W / 84.617°S 178.817°W
帕利德峰（Pallid Peak），是南極洲的山峰，位於杜費克海岸，處於麥金尼斯峰西南面13公里的科斯科冰川西岸，海拔高度1,500米，由俄亥俄州立大學命名，現時由南極條約體系管理。